# Березовка (Борзнянский район)
Бере́зовка (укр. Березівка) — село, расположенное на территории Борзнянского района Черниговской области (Украина).
Население составляет 5 жителей (2006 год).
Село Березовка находится примерно в 25 км к северо-западу от центра города Борзна. Средняя высота населённого пункта — 118 м над уровнем моря. Село находится в зоне умеренно континентального климата.
Национальный состав представлен преимущественно украинцами, конфессиональный состав — христианами.